# 山田隼平
Jumpei Yamada（じゅんぺい やまだ、1987年 - ）は、日本の写真家。富山県出身。

## 経歴
- 2007年 - 大学進学を機に京都へ。関西にて活動。
- 2013年 - 拠点を京都から東京へ移す。イイノ・メディアプロ入社。スタジオアシスタントを経て独立。
- 2015年 - 女性ミュージシャンだけで構成された写真集「ギミ! ギミ! ギミ! ダーリン!」を発売。
- 2018年 - ミュージシャンをモノクロームフィルムで撮影した写真展『Immanent』を開催。
- 2020年 - 故郷富山に山田写真館を開く。 基盤は東京に置いたまま、週末に営業する。

ポートレート撮影を中心に、CD・書籍・広告・webや雑誌等各種媒体の撮影を手がける。並行して自身の作品制作も行う。

## 人物
- 本名は山田隼平。
- 愛用のカメラはHasselblad500C。

## 主な展覧会

### 2018年
- 『Immanent』[1]

会期：2/2-12
会場：高円寺FAITH
Lineup：泉谷しげる、曽我部恵一(サニーデイ・サービス)、日本マドンナ、石川ミナ子(Drop’s)、百瀬巡、工藤ゆきみ工藤みさき、ヒナタとアシュリー、the coopeez

## 主な作品
- 写真連載「illusionism」[2]

2018年8月からStoryWriterにて連載。モデルは一般やタレントの枠を取っ払った公募制で、掲載分の写真見て毎回ゲストライターがテキストを書くという枠組みで行われた。
- 写真集「ギミ！ギミ！ギミ！ダーリン！」[3]

photographed and edited by Jumpei Yamada
cover designed by 小田島等
Lineup：プールイ（LUI FRONTiC 赤羽JAPAN/ex.BiS）、白波多カミン、まりな（ゆゆん/ex.日本マドンナ）、イシバシリサ（ゆゆん/ex.アイマイミー）、森田夏音(the coopeez)、ヨシヤマモエ（ぽわん/ex.ひらくドア）、冨永悠香、脇田もなり（Especia）計7組 （※掲載順）

## その他

### 書籍
- 『青春狂走曲』サニーデイ・サービス、北沢夏音 （2017年8月 スタンド・ブックス）
- 『泉谷しげるの新世界／アートオブライブ！』泉谷しげる （2017年5月 ユーキャン）

### CD、レコード
- 『サクラになっちゃうよ!』クマリデパート （2020年3月 MUSIC@NOTE）
- 『ジジイ is waiting for my reaction』おとぼけビ〜バ〜 （2020年2月 DAMNABLY）
- 『いてこまヒッツ』おとぼけビ〜バ〜 （2019年5月 DAMNABLY）
- 『まなざしはブルー』ヒナタとアシュリー （2019年2月 NIDONE RECORDS）
- 『この部屋が世界のすべてである僕、あるいは君の物語』THE 夏の魔物 （2018年12月 ビクターエンタテインメント）
- 『東京ブラフ』ヒナタとアシュリー （2018年7月 NIDONE RECORDS）
- 『ファックフォーエバー』日本マドンナ （2018年4月 二日目レコード）
- 『Tonight Goodnight』The Fascism （2017年2月 ROSE RECORDS）
- 『カーテンコール』ゆゆん （2015年12月 redrec/sputniklab inc.）

### 広告
- 夏の魔物2019 渋谷地下広告

### その他
- アヤ・エイトプリンス 1stビジュアルブック『bouquet』[4]（2020年1月 アイドルヴィレッジ）-撮影・デザイン・構成

## 映像作品
- サクラになっちゃうよ！[5] - YouTube クマリデパート MV-監督・撮影・編集
- セカイケイ[6] - YouTube クマリデパート MV-監督・撮影・編集
- 地獄の日々から一瞬離脱！[7] - YouTube 日本マドンナ MV-撮影・編集
- 社会の奴隷 - YouTube 日本マドンナ MV-撮影・編集
- そらをひらく - YouTube the pity poet MV-監督・撮影・編集
- ロックンロールよ、永遠なれ！ - YouTube THEロック大臣ズ MV-監督・撮影・編集
- かわいいっていわないと呪う - YouTube ぽわん MV-撮影・編集
- TODAY! - YouTube THEロック大臣ズ Live video-監督・撮影・編集
- スリル！スリル！スリル！ - YouTube THEロック大臣ズ Live video-監督・撮影・編集
- KIDS ONLY - YouTube THEロック大臣ズ MV-監督・撮影・編集